# Wilhelm Reinhard von Neipperg
El Conde Wilhelm Reinhard von Neipperg (27 de mayo de 1684 - 26 de mayo de 1774) fue un general austríaco.
Nacido en Schwaigern, la residencia de un Señorío, a partir de 1766 Condado de Neipperg, descendía de una antigua familia comital de Suabia, siendo su padre el Barón Eberhard Friedrich von Neipperg (1655-1725), quien había sido mariscal de campo Imperial. Pasó su infancia en Viena y en 1702 se unió al servicio Imperial. Fue Obristlieutnant en el regimiento de su padre en 1709, y para 1715 era coronel. Se distinguió en Temesvar en 1716 y en Belgrado en 1717.
Después de luchar contra los turcos, renunció a su carrera militar con el propósito de atender a la educación del Príncipe Francisco de Lorena, el futuro emperador del Sacro Imperio Romano Germánico. Fue elevado al rango de conde en 1726. Neipperg estuvo con el Mariscal de campo Wallis en la Batalla de Grocka y negoció la Paz de Belgrado (1739) como comandante militar del banato de Temeswar. Dos años más tarde, durante la Guerra de Sucesión Austríaca, comandó el Ejército austríaco que fue derrotado en la Batalla de Mollwitz por Federico II de Prusia. No obstante, se convirtió en mariscal del campo Imperial al año siguiente.
Su hija, Maria Wilhelmina von Neipperg, se convirtió en amante del emperador Francisco I del Sacro Imperio Romano Germánico. Su nieto Adam Albert von Neipperg se casó con la viuda de Napoleón, María Luisa. 
Murió en Viena en 1774, justo un día antes de su 90.º aniversario.